# Michigan 500 1996
Marlboro 500 1996 kördes den 28 juli på Michigan International Speedway, och var det andra loppet över 500 miles på Michigan under säsongen 1996 i CART. André Ribeiro vann den prestigefyllda tävlingen, vilket var hans tredje seger i CART på mindre än ett år. Emerson Fittipaldis karriär tog slut med en krasch som skadade honom illa på det andra varvet. Han kom emellertid att bli återställd.

## Slutresultat
| Plats | Förare                | Team                     | Grid | Kvaltid |
| ----- | --------------------- | ------------------------ | ---- | ------- |
| 1     | André Ribeiro         | Tasman Motorsports       | 8    | 31.168  |
| 2     | Bryan Herta           | Team Rahal               | 11   | 31.332  |
| 3     | Maurício Gugelmin     | PacWest Racing           | 13   | 31.473  |
| 4     | Al Unser Jr.          | Marlboro Team Penske     | 4    | 30.886  |
| 5     | Stefan Johansson      | Bettenhausen Motorsports | 14   | 31.516  |
| 6     | Mark Blundell         | PacWest Racing           | 21   | 31.877  |
| 7     | Raul Boesel           | Braham Sports Team       | 15   | 31.523  |
| 8     | Robby Gordon          | Walker Racing            | 25   | 32.033  |
| 9     | Jimmy Vasser          | Chip Ganassi Racing      | 1    | 30.682  |
| 10    | Christian Fittipaldi  | Newman/Haas Racing       | 19   | 31.760  |
| 11    | Eliseo Salazar        | Dick Simon Racing        | 18   | 31.746  |
| 12    | Davy Jones            | Galles Racing            | 17   | 31.698  |
| 13    | Scott Pruett          | Patrick Racing           | 7    | 31.064  |
| 14    | Juan Manuel Fangio II | All American Racing      | 23   | 32.344  |
| 15    | Hiro Matsushita       | Payton/Coyne Racing      | 20   | 31.859  |
| 16    | P.J. Jones            | All American Racing      | 24   | 33.511  |
| 17    | Greg Moore            | Forsythe Racing          | 3    | 30.835  |
| 18    | Parker Johnstone      | Comptech Racing          | 10   | 31.248  |
| 19    | Gil de Ferran         | Jim Hall Racing          | 16   | 31.578  |
| 20    | Adrián Fernández      | Tasman Motorsports       | 6    | 31.028  |
| 21    | Alex Zanardi          | Chip Ganassi Racing      | 2    | 30.816  |
| 22    | Michael Andretti      | Newman/Haas Racing       | 12   | 31.467  |
| 23    | Roberto Moreno        | Payton/Coyne Racing      | 22   | 31.895  |
| 24    | Bobby Rahal           | Team Rahal               | 9    | 31.233  |
| 25    | Emerson Fittipaldi    | Hogan Penske Racing      | 5    | 30.920  |